# Cessair
Cessair lub Ceasair – pierwsza mityczna władczyni Irlandii przed Potopem.
Informacje o niej czerpiemy z „Lebor Gabála Érenn” (Księga Najazdów Irlandii), skompilowanej w XII w., oraz „Roczników Czterech Mistrzów”. Cessair była córką Bitha, syna Noego oraz przywódczynią pierwszego najazdu na Irlandię. Przypłynęła na wyspę po siedmiu latach z trzema statkami. Było to czterdzieści dni przed biblijnym potopem. Dwa statki rozbiły się, zaś trzeci wraz z Cessair i załogą uratował się. Ta wylądowała wraz z pięćdziesięcioma kobietami i trzema mężczyznami (ojciec Bith, Ladhra (Ladru) i Fintan, syn Bóchry) przy Dún na mBarc (Donemark, nad Zatoką Bantry w hrabstwie Cork). Ladhra jako pierwszy zmarł w Ard Ladhrann; stąd to miejsce otrzymało nazwę od jego imienia. Bith zmarł w Sliab Betha i został pogrzebany w kamiennym kopcu, nadając tutejszej górze nazwę od swego imienia. Cessair zaś zmarła i została pochowana wraz z pięćdziesięcioma kobietami w Cuil Cessrach, w Connacht. Fintan jako jedyny przeżył kataklizm. Żył przez całe wieki jako łosoś, by odrodzić się pod ponowną postacią człowieka. Dzięki czemu mógł opowiedzieć historię o swoich ludziach. Po tych wydarzeniach, Irlandia była opustoszała przez 300 lub „bardziej poprawniej” 312 lat, kiedy to została zajęta przez Partholona.